# Gerd Fricke
Gerd Fricke, también escrito Gert Fricke, (10 de agosto de 1890 - 1968) fue un actor y director radiofónico y teatral de nacionalidad alemana. 

## Biografía
Fricke se graduó en la escuela del Deutsches Theater de Berlín bajo la dirección de Max Reinhardt, iniciando después su carrera como actor teatral. En el Deutsche Bühnenjahrbuch se relacionan los teatros en los cuales trabajó:
- 1916–1917: Königliches Deutsches Landes-Theater y Ópera Estatal de Praga
- 1918: Grillo-Theater de Essen
- 1919: Ópera  Semper de Dresde
- 1920–1921: Volksbühne de Berlín (Theater am Bülowplatz)
- 1922: Schlosspark Theater en Berlín-Steglitz
- 1923: Stralsunder Theater
- 1924–1925: Neues Theater de Fráncfort del Meno
- 1928: Theater in der Klosterstraße y Volksbühne
- 1929: Neues Theater am Zoo, en Berlín

En el año 1924, cuando actuaba en escenarios de Fráncfort del Meno, se inició como locutor en la emisora radiofónica Südwestdeutschen Rundfunkdienst AG (SÜWRAG), precursora de Hessischer Rundfunk. Entre sus primeras apariciones en el radioteatro figuran la emisión de la obra de Arthur Schnitzler Anatol, en la cual Fricke tenía el papel principal. Su primer trabajo como director de radioteatro fue la pieza de Johann Wolfgang von Goethe Stella, emitida el 19 de marzo de 1925 por Frankfurter Sender.
Unos años más tarde pasó a la Deutschlandsender, en Berlín, donde fue actor y director, y más adelante director artístico. Entre sus grandes éxitos de esa época figuran Das tote Herz (de Josef Martin Bauer), Verwehte Spuren (de Hans Rothe), Treue (de Ludwig Tügel), Weizenkantate (de Günter Eich) y Winke, bunter Wimpel (de Alfred Karrasch).
En su función de director artístico contactó con muchos autores para adaptar sus obras a la radio, dando como resultado un importante papel en el desarrollo de esta rama artística.
Además, diseñó una serie de programas de entretenimiento legendarios, que también presentó, como Guten Morgen lieber Hörer!, Olle Kamellen, Beliebte Kapellen y Sonntagsmorgen ohne Sorgen. Tuvo un gran éxito su espectáculo navideño Heut soll keiner einsam sein, en el cual colaboró con Barnabás von Géczy.
Después de la Segunda Guerra Mundial tuvo dificultades para trabajar. Reinició su actividad en la Bayerischer Rundfunk y ocasionalmente en la emisora HR de Fráncfort. Luego pasó a Süddeutscher Rundfunk, en Stuttgart, donde desarrolló los programas Die Fahrt ins Blaue y Meine Freunde – Deine Freunde.
Una pequeña sensación de principios de los años 1950 fue la serie radiofónica Vom Hundertsten ins Tausendste, en la cual se desplazaba al domicilio de personas, y en la cual participaron personalidades como el escritor Walther von Hollander, el artista teatral Waldemar Staegemann y el antiguo alcalde de Ulm Emil Schwamberger.
Para Nordwestdeutscher Rundfunk de Hamburgo desarrolló en 1952 la producción Das Gericht zieht sich zur Beratung zurück, en la que se retrataban casos penales ocurridos en la vida real. Al final de cada emisión había una mesa redonda en la cual algunos oyentes discutían sobre los pros y los contras de los veredictos. La serie constó de 79 episodios, todos ellos dirigidos por Gerd Fricke, emitiéndose el último el 14 de mayo de 1956.
Además de su actividad radiofónica, Fricke actuó en los años 1920 en algunas películas mudas, participando también a partir de la mitad de los años 1950 en varios telefilmes.

## Filmografía (selección)
- 1921 : Verlogene Moral, de Hanns Kobe
- 1921 : Die Geierwally, de Ewald André Dupont
- 1922 : Die Dame und der Landstreicher, de Alfred Halm
- 1922 : Zwei Welten, de Richard Löwenbein
- 1926 : Derby. Ein Ausschnitt aus der Welt des Trabersports, de Max Reichmann
- 1927 : Violantha, de Carl Froelich
- 1953 : Im Banne der Guarneri (telefilm), de Fritz Schröder-Jahn
- 1956 : Schatten in der 3. Avenue (telefilm), de Peter Beauvais
- 1957 : Ihr 106. Geburtstag (telefilm), de Hannes Tannert
- 1960 : Die Irre von Chaillot (telefilm), de Harry Buckwitz

## Radio (selección)

### Como director
- 1924 : Johann Wolfgang von Goethe: Stella (también locutor)
- 1925 : Aleksandr Pushkin: Der steinerne Gast
- 1925 : Luciano de Samósata: Ikaromenippus oder Die Luftreise
- 1925 : Luciano de Samósata: Der Hahn oder Der Traum des Schusters
- 1925 : Luciano de Samósata: Die Fahrt über den Styx oder Der Tyrann
- 1925 : Johann Wolfgang von Goethe: Egmont (también locutor)
- 1925 : Nikolái Gógol: El inspector general (también locutor)
- 1925 : Rudolf Presber, Georges Courteline: Fiat Justitia! Oder die verrutschte Augenbinde
- 1925 : Johann Wolfgang von Goethe: Die Mitschuldigen
- 1925 : Bjørnstjerne Bjørnson: Die Neuvermählten
- 1925 : Pius Alexander Wolff: Preciosa
- 1925 : Friedrich Lienhard: Der Fremde (también locutor)
- 1925 : Heinrich von Kleist: Prinz Friedrich von Homburg
- 1925 : William Shakespeare: La tempestad
- 1936 : Günter Eich: Weizenkantate
- 1936 : Hans Rothe: Verwehte Spuren
- 1937 : Günter Eich: Radium
- 1952 : Hans Rothe: Verwehte Spuren
- 1952-1956 : Das Gericht zieht sich zur Beratung zurück (79 episodios)

### Como locutor
- 1924 : Lancelot und Sandarein
- 1924 : Abschiedssouper
- 1924 : Frage an das Schicksal
- 1924 : Der Heiratsantrag
- 1924 : Ein Hochzeitsabend
- 1924 : Leonce und Lena
- 1924 : Eine florentinische Tragödie
- 1924 : Das Spiel von Bethlehem
- 1925 : Varieté
- 1925 : Der Wettlauf mit dem Schatten
- 1925 : Stella (también director)
- 1925 : Der Tausch
- 1925 : Die Tageszeiten der Liebe
- 1925 : Clavigo
- 1925 : Egmont (también director)
- 1925 : Turandot, Prinzessin von China, ein tragikomisches Märchen
- 1925 : Der Revisor (también director)
- 1925 : Der fliegende Arzt
- 1925 : Der zerbrochne Krug
- 1925 : Die Hochzeitsreise
- 1925 : Waldfrieden
- 1925 : Der Strom
- 1925 : Fritzchen
- 1925 : Der Fremde (también director)
- 1950 : Das Gerücht, dirección de Karlheinz Schilling
- 1951 : Die Bibliothek des Professor Knesebeck, dirección de Oskar Nitschke
- 1951 : Fis mit Obertönen, dirección de Cläre Schimmel
- 1951 : Die Quangels, dirección de Oskar Nitschke
- 1952 : Die Flucht, dirección de Peter Ebert
- 1952 : Der goldene Topf, dirección de Robert Vogel
- 1952 : Das Gericht zieht sich zur Beratung zurück (episodio Der Ankläger wird zum Verteidiger) (también director)
- 1953 : John Walker schreibt seiner Mutter, dirección de Fritz Schröder-Jahn
- 1953 : Gefundenes Geld, dirección de Günter Siebert
- 1955 : Fassaden, dirección de Otto Kurth
- 1956 : Am grünen Strand der Spree, episodio Die Chronik des Hauses Bibiena, dirección de Gert Westphal
- 1956 : Atomgeheimnisverräter Bruno Pontecorvo, dirección de Karl Ebert
- 1957 : Bilanz einer Nacht, dirección de Otto Kurth
- 1957 : Die Kreuzung bei Dresden, dirección de Robert Vogel
- 1958 : Berlin – Alexanderplatz, dirección de Fränze Roloff
- 1958 : Hudsonbai, dirección de Mathias Neumann
- 1958 : Der Herr vom anderen Stern, dirección de N. N.
- 1959 : Praterveilchen, dirección de Wilm ten Haaf
- 1959 : Kriminalrat Obermoos erzählt (Eine Denkaufgabe zum Mitraten), dirección de Heio Müller
- 1959 : Hexenschüsse, dirección de Werner Illing
- 1960 : Die Stimme, dirección de Mathias Neumann
- 1960 : Die alten Damen, dirección de Peter Podehl
- 1961 : Kean oder Genie und Leidenschaft, dirección de Heinz-Günter Stamm
- 1961 : Lächeln Sie, meine Freunde, dirección de Heinz-Günter Stamm
- 1989 : Mandala, episodio Das ägyptische Rätsel, dirección de Klaus Prangenberg